# Sidney Nolan

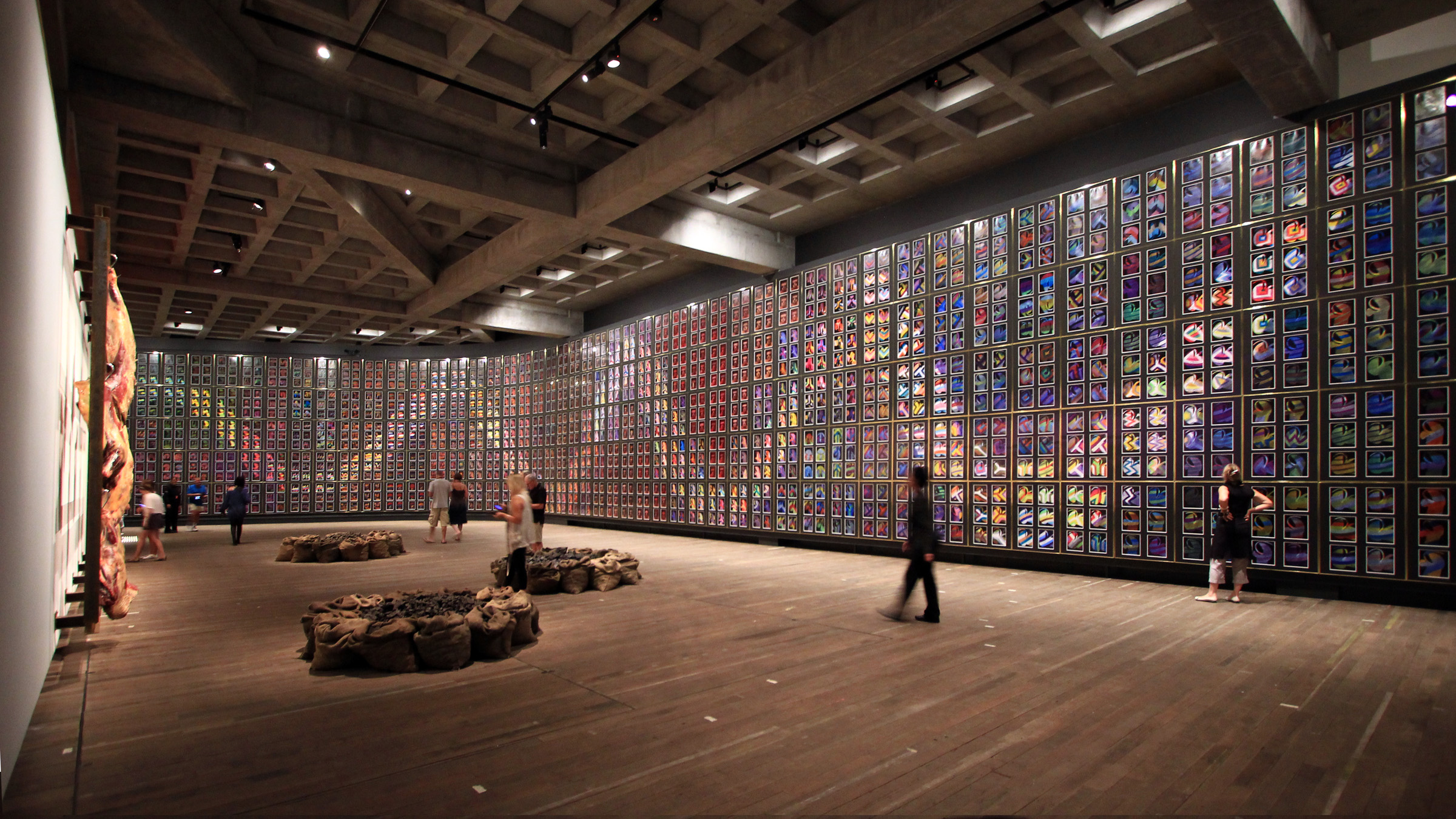
Darstellung der Regenbogenschlange: Snake: Ein Mural von Sidney Nolan auf glaskeramischen Fliesen im Museum of Old and New Art in Hobart, Tasmanien

Sir Sidney Robert Nolan AC RA (* 22. April 1917 in Carlton, einem Stadtteil von Melbourne, Australien; † 28. November 1992 in London, England) war ein australischer Maler und Grafiker. Er gehörte zu den bedeutendsten Vertretern Australiens der Modernen Malerei und Druckgrafik nach dem Zweiten Weltkrieg.
Sidney Nolan studierte Kunst an der National Gallery Art School in Melbourne. Er war ein guter Freund der Kunstkritiker und -förderer John Reed und Sunday Reed und gilt als einer der führenden Köpfe der Künstlergruppe „Heide Circle“, zu denen auch Albert Tucker, Joy Hester, Arthur Boyd und John Perceval gehörten.
1938 heiratete Nolan seine erste Frau Elizabeth. Diese Ehe sollte keinen langen Bestand haben. Nach seinem Kriegsdienst im Zweiten Weltkrieg zog Nolan für einige Zeit in das Haus der Reeds, genannt „Heide“, in der Nähe von Melbourne (heute der Sitz des Heide Museum of Modern Art). 1948 heiratete Nolan die Schwester von John Reed, Cynthia Reed. 1978 heiratete er Mary Boyd, die frühere Frau von John Perceval und Schwester von Arthur Boyd. Er studierte einige Zeit am Atelier 17 in Paris bei Stanley William Hayter.
Seine bekanntesten Gemälde aus Australien sind eine Serie von Bildern aus 1946 bis 1947 über den Straßenräuber Ned Kelly im australischen Outback.
Im Jahr 1950 zog Sidney Nolan nach London, England, wo er bis zu seinem Tod lebte und arbeitete. Im Jahr 1959 war Nolan Teilnehmer der documenta 2 in Kassel. Zu seinem Werk gehören auch Theaterdekorationen und Buchillustrationen.
1985 wurde er als Ehrenmitglied in die American Academy of Arts and Letters gewählt. 1991 wurde er in die Royal Academy of Arts aufgenommen.